# Redbergslids IK
El Redbergslids IK es un equipo de balonmano de la localidad sueca de Göteborg. Actualmente milita en la Primera División de la Handbollsligan. Es el club más laureado del balonmano sueco con un total de 20 títulos de liga, siendo el de 2003 el último conseguido hasta la fecha. Además es el único club sueco que se ha proclamado campeón de Europa al vencer al Frisch Auf Göppingen en la final de la Copa de Europa de 1959.

## Historia
El club se fundó el 6 de diciembre de 1916. 

## Palmarés
- Liga de Suecia: 20
  - Temporadas: 1933, 1934, 1947, 1954, 1958, 1963, 1964, 1965, 1985, 1986, 1987, 1989, 1993, 1995, 1996, 1997, 1998, 2000, 2001, 2003.
- Liga de Campeones: 1959

## Jugadores históricos
| - Magnus Wislander (1979-1990) - Peter Gentzel (1989-1999) - Stefan Lövgren (1990-1998) - Ljubomir Vranjes (1990-1999) - Martin Frändesjö (1992-1998) (2001-2005) - Jerry Hallbäck (1992-2004) - Magnus Jernemyr (1994-2005) - Matthias Franzén (1997-2001) - Magnus Linden (1997-2005) - Dan Beutler (2002-2003) | - Andreas Palicka (2002-2008) - Martin Boquist (2000-2003) |